# Odoardo Beccari

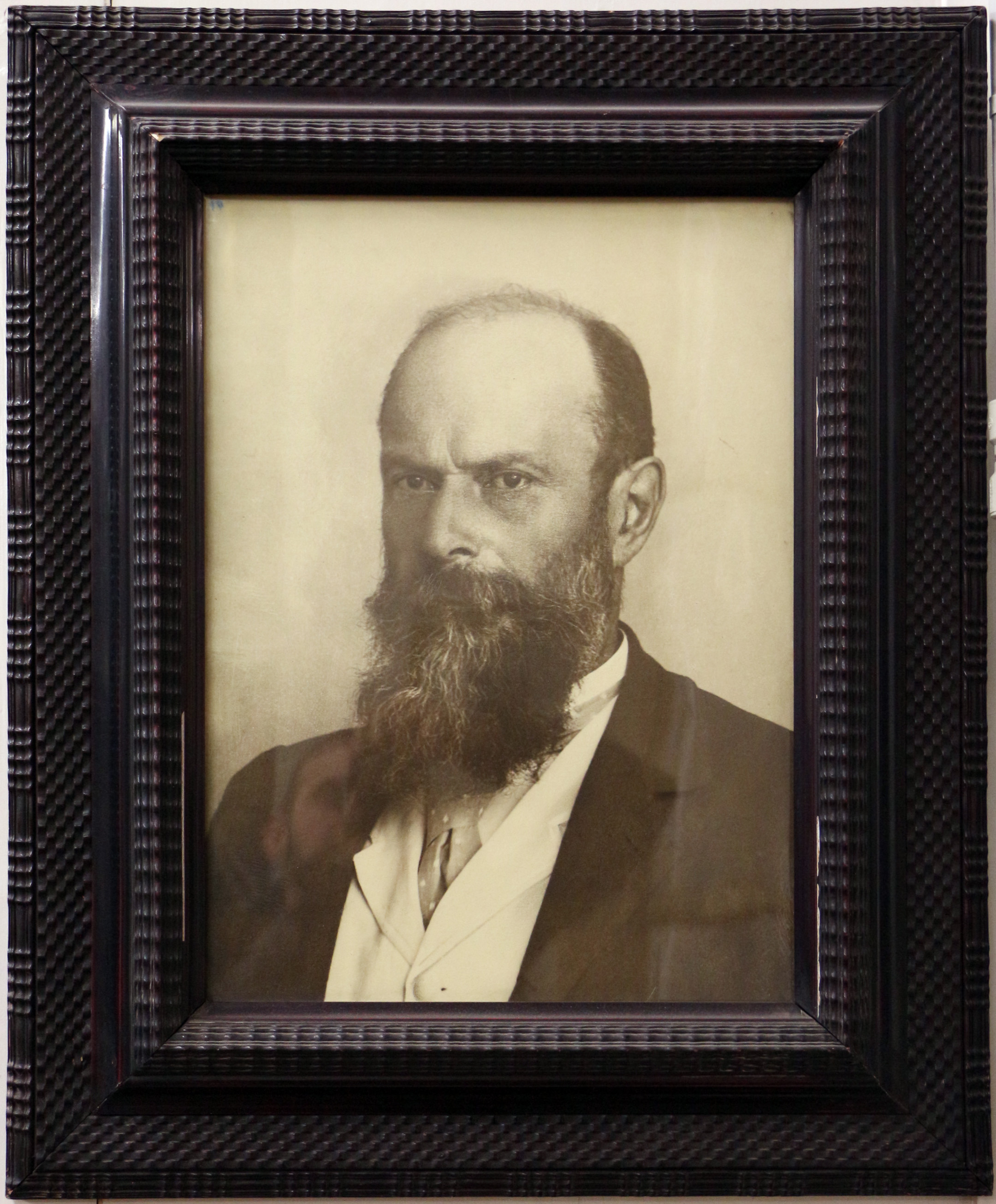
Odoardo Beccari

Odoardo Beccari (Firenze, 16 novembre 1843 – Firenze, 25 ottobre 1920) è stato un naturalista e botanico italiano.

## Biografia
Rimasto orfano in tenera età fu ammesso al prestigioso Real Collegio di Lucca, dove, appena tredicenne, mostrò grande inclinazione per la botanica e le scienze naturali. In seguito, nel collegio lucchese, sotto la guida dell'abate Ignazio Mezzetti (1820–1876), cominciò le sue osservazioni naturalistiche. Venuto in contatto con il professor Cesare Bicchi, direttore dell'Orto botanico di Lucca, mostrò a quest'ultimo una specie di tulipano che, risultata mai descritta in precedenza, fu chiamata in onore del giovane ricercatore Tulipa beccariana (oggi Tulipa beccariana Bicchi è noto come Tulipa saxatilis Siebold ex Spreng.). Fu probabilmente lo stesso Bicchi ad incoraggiare il giovane studente a dedicarsi allo studio delle crittogame ed in tal modo il Beccari, al pari del professore lucchese, divenne uno dei primi collaboratori dell'Erbario Crittogamico Italiano. 
Nel 1861, ancora studente di Scienze naturali all'Università di Pisa, fu nominato Assistente di Botanica da Pietro Savi. Di carattere irrequieto il Beccari entrò presto in contrasto con il docente e passò così all'Università di Bologna, alla scuola di Antonio Bertoloni, dove conseguì la laurea nel 1863. Qui conobbe Giacomo Doria, naturalista genovese, con il quale allacciò un'amicizia che durò tutta la vita.
Subito dopo la laurea trascorse alcuni mesi ai Kew Gardens, ove ebbe modo di conoscere Charles Darwin, sir William Jackson Hooker e Joseph Dalton Hooker e soprattutto James Brooke, il Rajah di Sarawak (Malaysia). Nell'aprile del 1865, non ancora ventiduenne, salpò, al seguito di Brooke, e in compagnia di Doria, alla volta del Sarawak, dove soggiornò per 3 anni, compiendo numerose spedizioni e raccogliendo moltissimi campioni di piante, conchiglie, farfalle e altri insetti, animali vari. Il suo interesse principale divennero comunque le palme: descrisse 130 specie in 25 differenti generi, incluse 15 specie di Pinanga e 12 di Licuala nonché specie di Areca, Arenga, Caryota, Cyrtostachys, Eugeissona, Iguanura, Johannesteijsmannia, Pholidocarpus e Zalacca.
Nel 1866 scoprì e disegnò sul proprio taccuino la pianta Thismia neptunis, una pianta micoeterotrofica della famiglia delle Burmanniaceae che vive sottoterra e ottiene acqua e nutrimenti dai funghi: solo dopo 151 anni, nel 2017, si è avuta conferma di tale scoperta.
Nel 1868, a causa di un violento attacco di malaria, fu costretto a fare ritorno a Firenze. Fondò nel 1869 il Nuovo giornale botanico italiano.
Riprese poi le sue esplorazioni, visitando l'attuale Eritrea nel 1870 con Orazio Antinori e Arturo Issel. I tre accompagnarono prima Giuseppe Sapeto ad Assab per finalizzare l'acquisto di quella località, poi sbarcarono a Massaua e si addentrarono fino a Cheren, visitando la colonia agricola italiana di Sciotel, ormai in stato di abbandono dopo il fallimento dell'impresa.
Nel 1872 raggiunse Nuova Guinea e Indonesia. Al ritorno a Firenze, nel giugno 1876, ricevette riconoscimenti da istituzioni e società scientifiche italiane e straniere.
Nel 1877 Beccari partì per il suo terzo viaggio in Estremo Oriente, visitando località di India, Malesia, Australia, Tasmania e Nuova Zelanda; nel maggio 1878, partendo da Giava, compì un'esplorazione di cinque mesi nelle foreste montane di Sumatra, dove scoprì l'Amorphophallus titanum, la più grande infiorescenza del mondo (il primato di singolo fiore appartiene invece alla Rafflesia arnoldii, anch'essa originaria dell'isola).
Al suo ritorno a Firenze (fine del 1878), Beccari fu nominato Direttore del Giardino dei semplici, quale successore di Filippo Parlatore. Ben presto, per il suo carattere impulsivo e indipendente, entrò in contrasto con l'Amministrazione dell'Istituto di Studi Superiori e nel 1879 rassegnò le dimissioni.
Dal 1880 in poi Beccari condusse la sua attività in condizioni d'isolamento, studiando i materiali delle sue collezioni botaniche raccolti in poche stanze del Museo di storia naturale di Firenze, e pubblicando i risultati sulla rivista Malesia da lui stesso fondata. Nel 1887 l'Istituto di Studi Superiori sospese i finanziamenti alla rivista. Avvilito da questo ennesimo episodio, Beccari fu costretto a interrompere lo studio del vasto materiale botanico malese e, per qualche anno, anche le sue pubblicazioni.

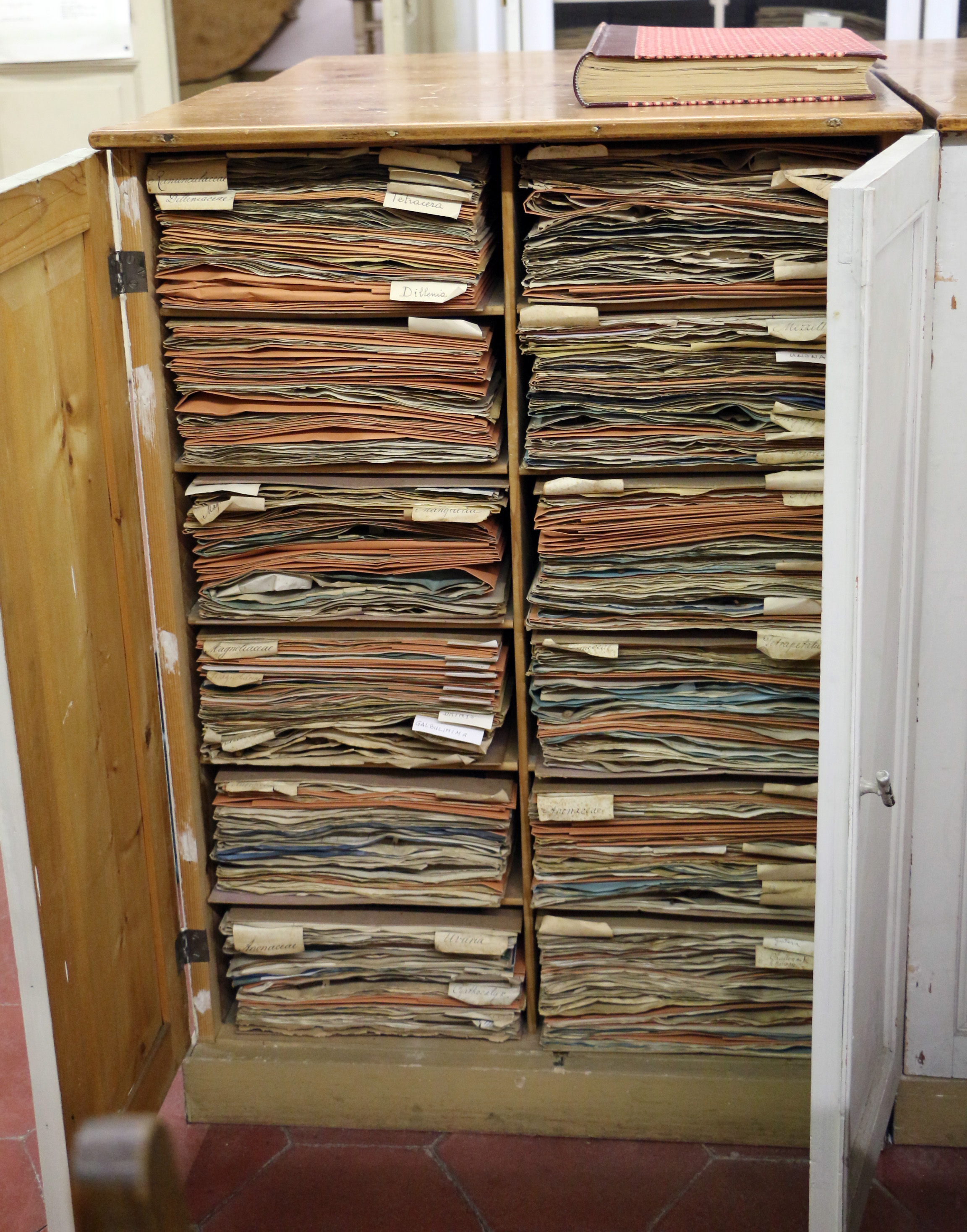
Uno scaffale dell'erbario Beccari, nel Museo di botanica di Firenze. I fascicoli rossi indicano i campioni di nuove specie.

Si dedicò quindi alla stesura delle sue memorie di esploratore naturalistico pubblicando nel 1902 Nelle foreste di Borneo, un libro che divenne famoso in tutto il mondo, tradotto in più lingue.
Nel 1904 l'Accademia dei Lincei lo volle tra i suoi membri, riconoscendo i suoi eccezionali meriti di naturalista e di botanico.
Continuò la sua solitaria attività di studioso sino alla morte, sopravvenuta nel 1920 a Firenze nella sua residenza del Castello di Bisarno.

## Scoperte
Tra le specie scoperte e battezzate da Odoardo Beccari vanno ricordate: Amorphophallus titanum, Thismia neptunis, Rhapis subtilis, Rhapis laosensis, Carpentaria acuminata, Livistona decipiens, Livistona loryphylla, Livistona rigida, Rafflesia tuan-mudae (1884, Sarawak)  e il genere Howea. In totale sono state ben 1437 le specie di piante descritte da Beccari .

## Archivio e miscellanea personali
La biblioteca di Biologia animale dell'Università degli studi di Firenze conserva la Miscellanea Odoardo Beccari, oltre 700 estratti e opuscoli di argomento zoologico. L'archivio si trova nella sede di Botanica, ma alcuni appunti di viaggio sono confluiti nella biblioteca del Museo Galileo. 

## Opere

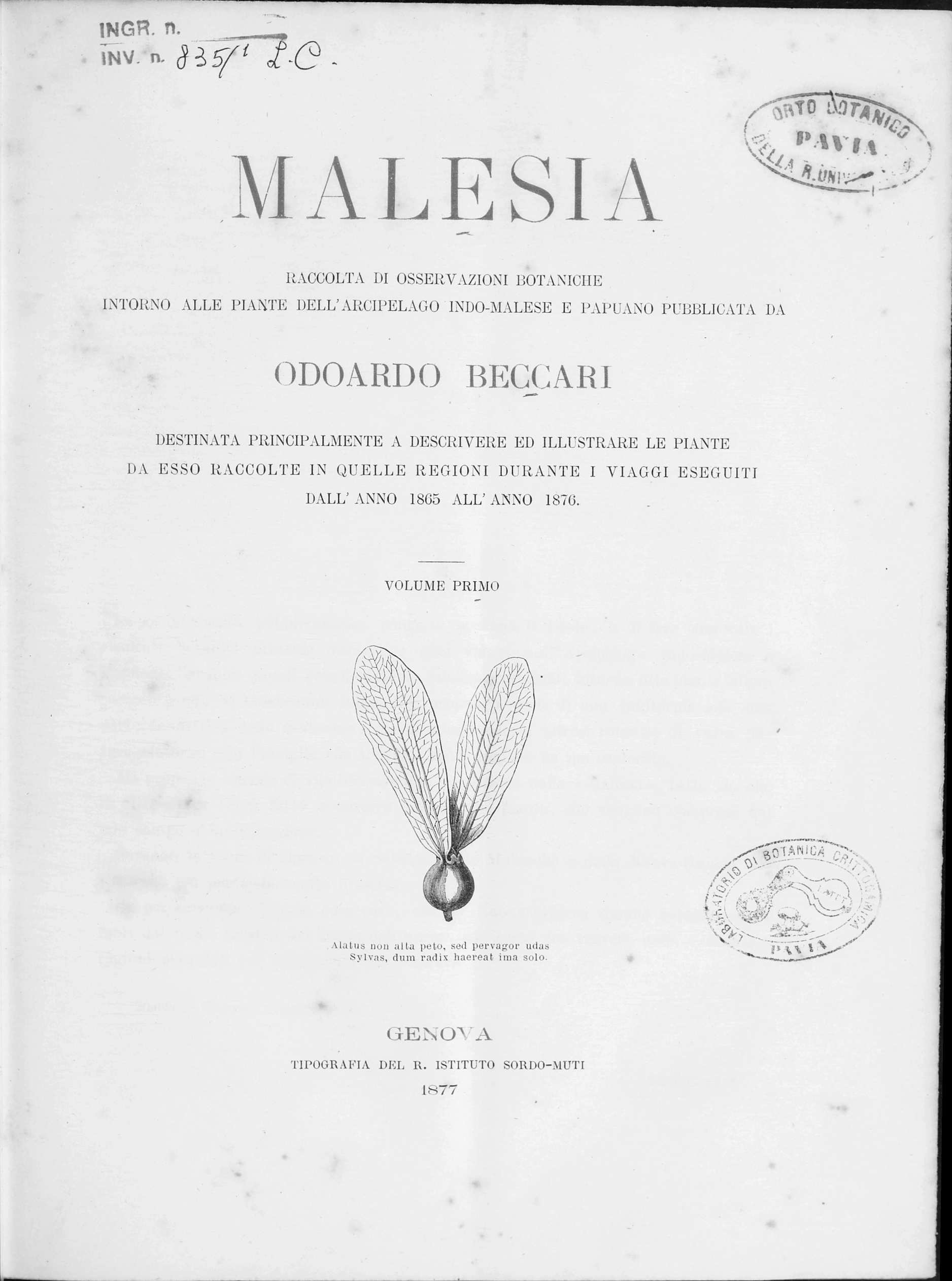
Malesia, vol. I, 1877

- Malesia, raccolta di osservazioni botaniche intorno alle piante dell'arcipelago indo-malese e papuano, 3 voll., 1877-1890
  -  Malesia, vol. 1, Genova, Tipografia dell'Istituto Sordomuti, 1877-1883.
  -  Malesia, vol. 2, Genova, Tipografia dell'Istituto Sordomuti, 1884-1886.
  -  Malesia, vol. 3, Genova, Tipografia dell'Istituto Sordomuti, 1886-1890.
- Nelle Foreste di Borneo. Viaggi e ricerche di un naturalista, S. Landi, Firenze, 1902.
- Palme del Madagascar, 1912.
- Nova Guinea, Selebes e Molucche. Diari di viaggio ordinati dal figlio Prof. Dott. Nello Beccari, La Voce, Firenze, 1924.
- Asiatic Palms, Annual Review of the Botanical Garden of Calcutta, v. XI, 1908-v. XIII, 1931-32.

## Riconoscimenti
Sono state fatte in suo onore varie intitolazioni sia nel campo della botanica che in quello zoologico:
- nel campo botanico gli furono intitolati vari generi di piante: Beccarina, Beccarianthus, Beccariella, Beccarinda e Beccariophoenix (solo questi due ultimi sono tuttora accettati in tassonomia). Gli sono state intitolate diverse specie vegetali tra cui, per citare solo alcuni esempi: nelle specie di palme Hydriastele beccariana, Licuala beccariana e Pritchardia beccariana, nell'orchidea Bulbophyllum beccarii e la Myrmecodia beccarii (Rubiaceae).

- nel campo zoologico il Varanus beccarii (Varanidae), originario dell'Indonesia, terra da lui esplorata.

- gli è stata dedicata una strada a Roma.